# حسن أباد (مقاطعة فارياب)
حسن أباد (بالفارسية: حسن‌آباد) هي قرية تقع في البلدة المركزية في إيران. يقدر عدد سكانها بـ 460 نسمة بحسب إحصاء 2016.